# Filip Bainović
Filip Bainović (in serbo Филип Баиновић?; Požarevac, 23 giugno 1996) è un calciatore serbo, centrocampista dell'OFI Creta.

## Carriera

### Club
Il 1º luglio 2019 viene acquistato a titolo definitivo per 200.000 euro dalla squadra polacca del Górnik Zabrze, con cui sottoscrive un contratto triennale con scadenza il 30 giugno 2022.

## Statistiche

### Presenze e reti nei club
Statistiche aggiornate al 20 maggio 2023.
| Stagione                | Squadra                 | Campionato              | Campionato | Campionato | Coppe nazionali | Coppe nazionali | Coppe nazionali | Coppe continentali | Coppe continentali | Coppe continentali | Altre coppe | Altre coppe | Altre coppe | Totale | Totale |
| Stagione                | Squadra                 | Comp                    | Pres       | Reti       | Comp            | Pres            | Reti            | Comp               | Pres               | Reti               | Comp        | Pres        | Reti        | Pres   | Reti   |
| ----------------------- | ----------------------- | ----------------------- | ---------- | ---------- | --------------- | --------------- | --------------- | ------------------ | ------------------ | ------------------ | ----------- | ----------- | ----------- | ------ | ------ |
| lug.-ago. 2015          | Rad Belgrado            | SL                      | 1          | 0          | CS              | 0               | 0               | -                  | -                  | -                  | -           | -           | -           | 1      | 0      |
| 2015-2016               | Žarkovo Belgrado        | 3L                      | 0          | 0          | CS              | 0               | 0               | -                  | -                  | -                  | -           | -           | -           | 0      | 0      |
| 2016-feb. 2017          | Žarkovo Belgrado        | 3L                      | 0          | 0          | CS              | 2               | 0               | -                  | -                  | -                  | -           | -           | -           | 2      | 0      |
| Totale Žarkovo Belgrado | Totale Žarkovo Belgrado | Totale Žarkovo Belgrado | 0          | 0          |                 | 2               | 0               |                    | -                  | -                  |             | -           | -           | 2      | 0      |
| feb.-giu. 2017          | Rad Belgrado            | SL                      | 13         | 1          | CS              | 0               | 0               | -                  | -                  | -                  | -           | -           | -           | 13     | 1      |
| lug.-ago. 2017          | Rad Belgrado            | SL                      | 5          | 0          | CS              | 0               | 0               | -                  | -                  | -                  | -           | -           | -           | 5      | 0      |
| 2017-gen. 2018          | Stella Rossa            | SL                      | 0          | 0          | CS              | 2               | 0               | UEL                | 0                  | 0                  | -           | -           | -           | 2      | 0      |
| gen.-giu. 2018          | Rad Belgrado            | SL                      | 10         | 0          | CS              | 0               | 0               | -                  | -                  | -                  | -           | -           | -           | 10     | 0      |
| 2018-2019               | Rad Belgrado            | SL                      | 33         | 1          | CS              | 0               | 0               | -                  | -                  | -                  | -           | -           | -           | 33     | 1      |
| Totale Rad Belgrado     | Totale Rad Belgrado     | Totale Rad Belgrado     | 62         | 2          |                 | 0               | 0               |                    | -                  | -                  |             | -           | -           | 62     | 2      |
| 2019-2020               | Górnik Zabrze           | EK                      | 20         | 0          | CP              | 2               | 0               | -                  | -                  | -                  | -           | -           | -           | 22     | 0      |
| 2020-feb. 2021          | Górnik Zabrze           | EK                      | 7          | 0          | CP              | 1               | 0               | -                  | -                  | -                  | -           | -           | -           | 8      | 0      |
| feb.-giu. 2021          | Radnik Surdulica        | SL                      | 16         | 0          | CS              | 2               | 0               | -                  | -                  | -                  | -           | -           | -           | 18     | 0      |
| 2021-feb. 2022          | Górnik Zabrze           | EK                      | 9          | 0          | CP              | 2               | 0               | -                  | -                  | -                  | -           | -           | -           | 11     | 0      |
| Totale Górnik Zabrze    | Totale Górnik Zabrze    | Totale Górnik Zabrze    | 36         | 0          |                 | 5               | 0               |                    | -                  | -                  |             | -           | -           | 41     | 0      |
| feb.-giu. 2022          | AS Trenčín              | SL                      | 15         | 1          | CS              | 4               | 0               | -                  | -                  | -                  | -           | -           | -           | 19     | 1      |
| 2022-2023               | AS Trenčín              | SL                      | 30         | 6          | CS              | 7               | 4               | -                  | -                  | -                  | -           | -           | -           | 37     | 10     |
| Totale AS Trenčín       | Totale AS Trenčín       | Totale AS Trenčín       | 45         | 7          |                 | 11              | 4               |                    | -                  | -                  |             | -           | -           | 56     | 11     |
| Totale carriera         | Totale carriera         | Totale carriera         | 159        | 9          |                 | 22              | 4               |                    | 0                  | 0                  |             | -           | -           | 181    | 13     |